# Anna Trzcieniecka-Green
Anna Trzcieniecka-Green (ur. 19 listopada 1955 w Krakowie) – polska psycholog, psychoterapeutka, doktor nauk humanistycznych, wykładowca akademicki, autorka i współautorka licznych badań w zakresie hipnozy klinicznej (terapeutycznej) i psychoterapii.

## Życiorys
Studia magisterskie ukończyła na Uniwersytecie Jagiellońskim, tytuł doktora psychologii (Ph.D) uzyskała w 1994 r. na Uniwersytecie Londyńskim (uznany w 2008 r.  za równorzędny ze stopniem naukowym doktora nauk humanistycznych w zakresie psychologii przez Radę Wydziału Filozoficznego Uniwersytetu Jagiellońskiego). Jest psychologiem klinicznym (specjalistą II st.) i psychoterapeutą, członkiem Sekcji Psychologii Zdrowia Polskiego Towarzystwa Psychologicznego, British Psychological Society oraz jedyną Polką, która uzyskała w Wielkiej Brytanii status Chartered Psychologist (prawo do wykonywania zawodu w Wielkiej Brytanii).
Była prezesem Towarzystwa Hipnozy Terapeutycznej i Badań nad Hipnozą z siedzibą w Krakowie oraz w latach 1998-2000 wiceprezydentem International Federation of Integrative Depth Psychology in Therapy and Reserch of Hypnosis INFIDEPTH (IGTH), które zajmuje się psychologią głębi i badaniami nad hipnozą analityczną. Przez wiele lat kierowała Zakładem Psychologii Śląskiego Uniwersytetu Medycznego. Obecnie wykłada psychologię kliniczną w Górnośląskiej Wyższej Szkole Handlowej.
Prowadzi wykłady i warsztaty w Polsce, Wielkiej Brytanii, Niemczech, Francji i Meksyku. Od 2000 roku prowadzi Kursy Hipnozy Terapeutycznej w ramach Towarzystwa Hipnozy Terapeutycznej i Badań nad Hipnozą.
Pracę z hipnozą rozpoczęła zaraz po studiach w ośrodku leczenia nerwic prowadzonym przez Prof. Jerzego Aleksandrowicza. W kolejnych latach uczyła się hipnozy u Prof. Stanislava Kratochvila oraz uczestnicząc w warsztatach prowadzonych przez twórców NLP – Richarda Bandlera i Johna Grindera, Betty Alice Erickson i Roxannę Erickson Klein (córki Miltona Ericksona), Briana Almana, Stevena Gilligana i Kate Thompson (uczniów Miltona Ericksona), Anne Ancelin Schützenberger, Johna G. Watkinsa i Helen Watkins oraz wielu innych.
Pracuje z pacjentami cierpiącymi na nerwice i zaburzenia osobowości. Zajmuje się również leczeniem uzależnień oraz pracą z pacjentami chorymi somatycznie przy pomocy metod psychologicznych.
Jest czynną popularyzatorką wiedzy na temat psychologii i hipnozy terapeutycznej (m.in. występy w programach Dzień dobry TVN "Fobie" i "Czy hipnoza jest bezpieczna?, TV Style "Pogromcy Mitów Medycznych, artykuły na portalach Psychiatra Online i Poradnik Medyczny" i inne.)

## Tytuły
- Doktor nauk humanistycznych Uniwersytetu Jagiellońskiego
- Doctor of Philosophy University of London

## Członkostwo w organizacjach
- Polskie Towarzystwo Psychologiczne (Sekcja Psychologii Zdrowia)
- Polskie Towarzystwo Psychiatryczne (Sekcja Psychoterapii)
- British Psychological Society
- European Health Psychology Society
- Towarzystwo Hipnozy Terapeutycznej i Badań Nad Hipnozą

## Badania
Jest autorką i współautorką licznych badań w zakresie psychologii, hipnoterapii, psychosomatyki dotyczących m.in. wpływu stresu na choroby serca, choroby nerek i układu oddechowego oraz uzależnień.

## Wybrane publikacje i artykuły[5]
- Anna Trzcieniecka-Green. Wczesna interwencja psychologiczna w chorobie niedokrwiennej serca i jej terapeutyczne znaczenie. Wydawnictwo Księgarnia Akademicka. Kraków, 2014, s.202. ISBN 978-83-7638-446-7.
- Trzcieniecka-Green A. (red.) (2006) Psychologia. Podręcznik dla studentów kierunków medycznych. Kraków: Wydawnictwo TAiWPN UNIVERSITAS. ISBN 83-242-0753-8 (pozycja wznowiona w roku 2012).
- Trzcieniecka-Green A. (2002) Program rehabilitacji i wtórnej prewencji po przebytych zawałach i operacjach wstawienia pomostów aortalno-wieńcowych Psychoterapia 4 (123): s.77-82.
- Bąk –Sosnowska, Michalak A, Bargiel-Matusiewicz K, Trzcieniecka-Green A. (2003) Psychologiczne aspekty kontaktu z pacjentem onkologicznym oraz jego rodziną. Psychoonkologia T.7 z.4, s.121-122
- Trzcieniecka-Green A, Bargiel-Matusiewicz K, Bąk-Sosnowska M, Michalak A. (2003) Znaczenie nauczania psychologii dla relacji lekarz-pacjent. Sztuka Leczenia T.9 nr 3-4, s.109-113
- Sitnik K, Trzcieniecka-Green A, Jakubowski D. (2003) Opinie pacjentów po zawałach na temat przyczyn wystąpienia zawału w kontekście przyjętego przez nich modelu przekonań zdrowotnych – doniesienia z badań pilotażowych. Wiadomości Lekarskie T.56 nr 9-10, s.442-448
- Szczyrba B, Trzcieniecka-Green A. (2004) Motywy podjęcia, kontynuowania i ukończenia terapii u kobiet uzależnionych od alkoholu w oddziale terapii uzależnienia od alkoholu. Alkoholizm i Narkomania, T.17 nr 3-4, s.221-2
- Sitnik K, Trzcieniecka-Green A, Jakubowski D, Gąsior Z.(2004) „Człowiek w zawale”- system prezentowanego modelu zdrowia w konfrontacją z rzeczywistością zdrowotną osób z zawałem mięśnia sercowego” Wiadomości Lekarskie T.57, supl.1, s.285-289
- Szczyrba B, Trzcieniecka-Green A. (2004). Porównanie używania alkoholu i innych środków psychoaktywnych przez studentów I roku pielęgniarstwa. Zdrowie Publiczne T.114 nr 2, 177-183
- Sitnik K, Trzcieniecka-Green A, Mizia-Stec K, Gomułka S, Mizia M, Gąsior Z. (2005). Psychologiczne aspekty radzenia sobie ze stresem u chorych z kardiologicznym zespołem X. Annales Academiae Medicae Silesiensis Vol.59. nr 4, s. 287-291
- Sitnik K, Trzcieniecka-Green A, Michalak A, Jakubowski D, Bąk-Sosnowska M, Krupa A, Gąsior Z, Poloński L. (2006). Rola interwencji psychologicznej w poprawie stanu zdrowia psychicznego chorych we wczesnym okresie po zawale serca – badania pilotażowe. Annales Academiae Medicae Silesiensis Vol. 60, No 5, s. 416-421
- Bąk-Sosnowska M, Zahorska-Markiewicz B, Mandal E, Trzcieniecka-Green A. (2006). Poziom lęku oraz poczucie kontroli u kobiet decydujących się na rozpoczęcie kuracji odchudzającej. Psychiatria Polska T.40, nr 1, s.99-107
- Bargiel-Matusiewicz K, Trzcieniecka-Green A, Kozłowska A. (2011). The influence of psychological intervention on cognitive appraisal and level of anxiety in dialysis patients: a pilot study. The Open Nutraceuticals Journal, 4, 61-64
- Bargiel-Matusiewicz K, Bąk-Sosnowska M, Michalak A, Trzcieniecka-Green A. (2005). Znaczenie podstawowej wiedzy i umiejętności psychologicznych w zawodzie pielęgniarki. W: L.Niebrój, M.Kosińska (red.) Poszerzenie Unii Europejskiej: polskie pielęgniarstwo w czasach zmian.. Seria Eukrasia, Vol.6, s.79-83, Katowice, Wydawnictwo Śląskiej Akademii Medycznej. ISBN 83-88895-72-9
- Trzcieniecka-Green A. (2006) Wprowadzenie. Historia rozwoju psychologii jako nauki. Współczesne teorie psychologiczne. W: A.Trzcieniecka-Green (red.) Psychologia. Podręcznik dla studentów kierunków medycznych. Kraków: Wydawnictwo TAiWPN UNIVERSITAS, s. 15-32. ISBN 83-242-0753-8
- Trzcieniecka-Green A. (2006) Podstawowe pojęcia psychologiczne: procesy poznawcze (spostrzeganie, uwaga, pamięć, myślenie, inteligencja) emocje i motywacja. W: A.Trzcieniecka-Green (red.) Psychologia. Podręcznik dla studentów kierunków medycznych. Kraków: Wydawnictwo TAiWPN UNIVERSITAS, s. 33-61. ISBN 83-242-0753-8
- Trzcieniecka-Green A, Bąk-Sosnowska M, Michalak A, Ociepka A, Szczyrba-Maroń B. (2006) Psychologia w służbie zdrowia – nowe wyzwania. Przykłady psychologicznych programów stosowanych w profilaktyce i leczeniu pacjentów. W: A.Trzcieniecka-Green (red.) Psychologia. Podręcznik dla studentów kierunków medycznych. Kraków: Wydawnictwo TAiWPN UNIVERSITAS, s. 467-481. ISBN 83-242-0753-8
- Trzcieniecka-Green A, Bargiel-Matusiewicz A, Wilczyńska A, Omar HA. (2015) Children with asthma: What about the quality of life of their parents? W: Joav Merrick (ed.) Child and Adolescent Health Issues. A Tribute to the Pediatrician Donald E Greydanus. Nova Science Publishers Inc., New York, Chapter 11, s.113-121. ISBN 978-1-63463-574-5
- Trzcieniecka-Green A, Szymankiewicz E. (2015) Wpływ depresji na proces rehabilitacji u chorych na reumatoidalne zapalenie stawów. W: red. Bargiel-Matusiewicz K., Tomaszewski P., Pisula E.Kulturowe i społeczne aspekty zdrowia oraz obrazu ciała. Warszawa: Wydawnictwa Uniwersytetu Warszawskiego.
- https://mojapsychologia.pl/artykuly/7,coaching_terapia/406,czym_naprawde_jest_hipnoza_i_w_jaki_sposob_pomaga_wyjatkowe_wlasciwosci_hipnozy_w_terapii_i_medycynie.html